# In den beslagen Bijbel
In den beslagen Bijbel is een hoekpand aan de Markt, in de binnenstad van de Nederlandse stad Delft.
Aan de gevel hangt een Bijbel als uithangbord, refererend aan de periode dat het pand een boekwinkel was. Het uithangbord toont een Bijbel met koperbeslag, ofwel een Bijbel met koperen sloten en hoeken.
In 1477, kort na de uitvinding van de drukpers, werd op deze plek in Delft de eerste drukkerij opgericht. Op 10 januari 1477 drukten Jacob Jacobszoon van der Meer en Mauricius Yemantszoon van Middelborch hier het eerste Nederlandstalige gedrukte boek in Nederland. Het drukwerk, dat in twee delen gedrukt werd, bevatte de boeken uit het Oude Testament van de Bijbel, minus Psalmen, maar met de apocriefen en zou bekend komen te staan als de Delftse Bijbel. De tekst was gebaseerd op een handgeschreven dertiende-eeuwse vertaling van de Vlaamse monnik Vranke Callaert.
Het huidige hoekpand dateert uit de 18de eeuw. Aan de voor- en achterkant heeft het bakstenen klokgevels, waarvan de klokgevel aan de voorkant een geprofileerde houten bekroning heeft. Aan de zijgevel is een dakkapel gemetseld, met een trapgevel en een hijsbalk. De winkelpui dateert uit de negentiende eeuw.
In het midden van de 19de eeuw was er ruim 50 jaar een kruidenierszaak gevestigd. In 1880 veranderde het in een bakkerswinkel. Eind 20ste eeuw werd de bakkerswinkel vervangen door een broodjeszaak.
In de periode 1962-1963 werd het pand gerestaureerd. Op 29 juni 1967 werd het gebouw ingeschreven als rijksmonument.
De naastgelegen Bijbelbrug ontleent zijn naam aan het hoekpand.

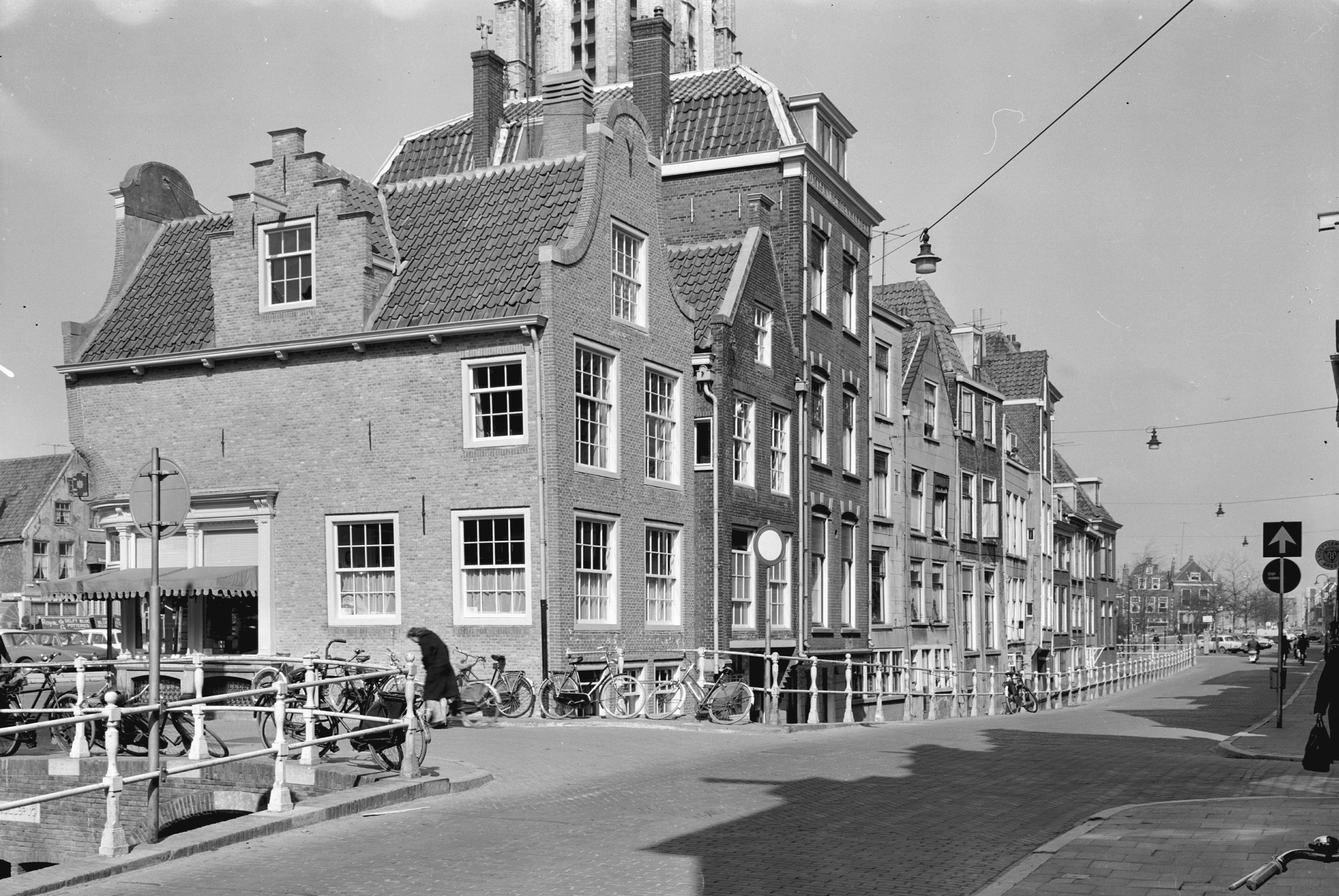
Zij- en achteraanzicht in 1964